# 160 Una
160 Una (mednarodno ime je tudi 160 Una) je velik in temen asteroid v glavnem asteroidnem pasu. Kaže značilnosti dveh tipov asteroidov (tipa C in tipa X) .

## Odkritje
Asteroid je odkril nemško-ameriški astronom Christian Heinrich Friedrich Peters (1813 – 1890) 20. februarja 1876 .
Ime ima verjetno po osebi iz pesmi angleškega pesnika Edmunda Spenserja

## Lastnosti
Asteroid Una obkroži Sonce v 4,51 letih. Njegova tirnica ima izsrednost 0,065, nagnjena pa je za 3,822° proti ekliptiki. Njegov premer je 81,24 km, okoli svoje osi se zavrti v 5,61 h .